# Mónica Naranjo Carrasco
Mónica Naranjo Carrasco (castellà: Mónica Naranjo)  (Figueres, 23 de maig de 1974),coneguda simplement com a Mónica Naranjo, és una cantant catalana que canta en castellà i anglès. Ha venut més de nou milions de discos, principalment a Espanya i Mèxic. És també coneguda com «La pantera de Figueres».
És considerada com una de les veus més potents del panorama mundial de la música pel seu gran rang vocal. Es caracteritza per l'agilitat vocal, amb la qual demostra que pot aconseguir tant notes molt baixes com notes altíssimes en veu completa. Al llarg de la carrera ha fet duets al costat de Luciano Pavarotti, Rocío Jurado, Raphael o la cantant italiana Mina, entre d'altres. El disc «Palabra de mujer» va vendre més de 2.500.000 còpies en el primer any, i va aconseguir arribar al Disc de diamant. A més, se situa en el lloc 14 d'àlbums més venuts en la història de la música española.
Entre els premis i reconeixements musicals, destaquen els 3 World Music Awards, gràcies als quals s'ha convertit en l'única cantant espanyola femenina amb més premis d'aquesta categoria. Així mateix, és una gran lluitadora per la defensa dels drets sexuals. De fet, el 2012 va guanyar el premi " maguey "a la Diversitat Sexual, a Mèxic.

## Biografia

### Primers anys
Filla de pares andalusos (el seu pare és de Màlaga) que van emigrar a Catalunya, Mónica Naranjo va néixer el 23 de maig de 1974. És la major de tres germans (els altres dos es diuen Enrique i Raquel). Des dels quatre anys va sentir que la música era la seva passió, així que als catorze anys la seva mare va decidir apuntar-la a una escola de cant i regalar-li una gravadora de veu perquè pogués fer les seves pròpies cançons.

### Carrera
El 1990 es va trobar amb el productor musical Cristóbal Sansano, amb el qual va fer diverses gires promocionals per Espanya, però no va tenir l'èxit esperat, així que va decidir emigrar a Mèxic. Allà, el 1994 va llançar el seu primer disc Mónica Naranjo amb la discogràfica Sony Music. D'aquest es van extreure els senzills: "El amor coloca", "Solo se vive una vez", "Sola", "Fuego de pasión", "Supernatural", "Oyeme" i "Llorando bajo la lluvia". En aquella època una de les seves característiques principals va ser el color del seu cabell: el seu estil bicolor (meitat ros, meitat bru) va ser el seu principal marca d'identitat. La gira d'aquest disc es va anomenar Mónica Naranjo Tour.
El 1994 també va participar en la banda sonora en la versió en castellà de la pel·lícula La princesa cigne amb la cançó "Hasta el fin del mundo", junt amb el cantant Mikel Herzog.
El 1997 va llançar el segon disc, Palabra de mujer, també amb Sony Music. En aquesta ocasió, la discogràfica va decidir llançar-lo també a Espanya. Els senzills van ser "Desátame", "Empiezo a recordar", "Pantera en libertad", "Tu y yo volvemos al amor", "Ámame o dejame", "Entender el amor", "Rezando en soledad" i " Las campanas del amor ". La gira es va anomenar Tour Palabra de mujer.
El tercer àlbum es va titular Minage, ja que va ser un homenatge a la cantant italiana Mina, i es va publicar el 2000 per la seva discogràfica habitual. Els senzills d'aquest disc van alternar versions de Mina una mica allunyades del gènere pop, amb cançons noves de ritmes més ballables; van ser "Sobreviviré", "If You Leave Me Now", "Enamorada", "Perra enamorada" i "Ahora, ahora". En aquest àlbum, Naranjo va decidir canviar la seva imatge: cabell negre llarg, i un vestit majorment fosc, amb influències de rock i gòtiques. La gira es va anomenar Tour Minage.
A principis de 2001 va sortir a la venda a Mèxic un disc recopilatori anomenat Mónica Naranjo, Grandes Éxitos. Aquest any, Naranjo va decidir gravar el quart disc: Chicas Malas, en el qual van col·laborar diversos productors internacionals. Alguns dels singles van ser "Chicas malas", "No voy a llorar", "Sacrificio" i "Ain't it better like this".

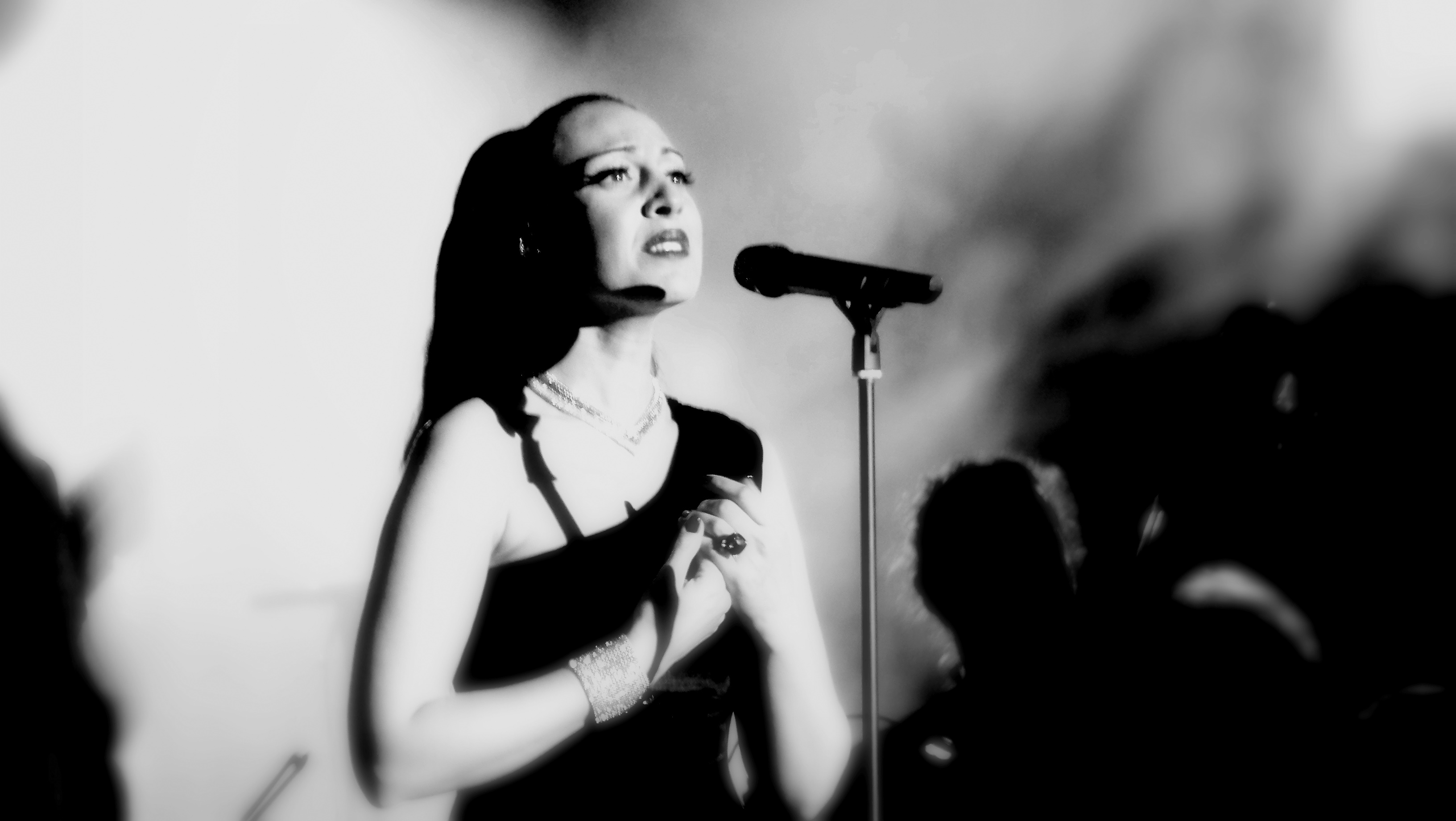

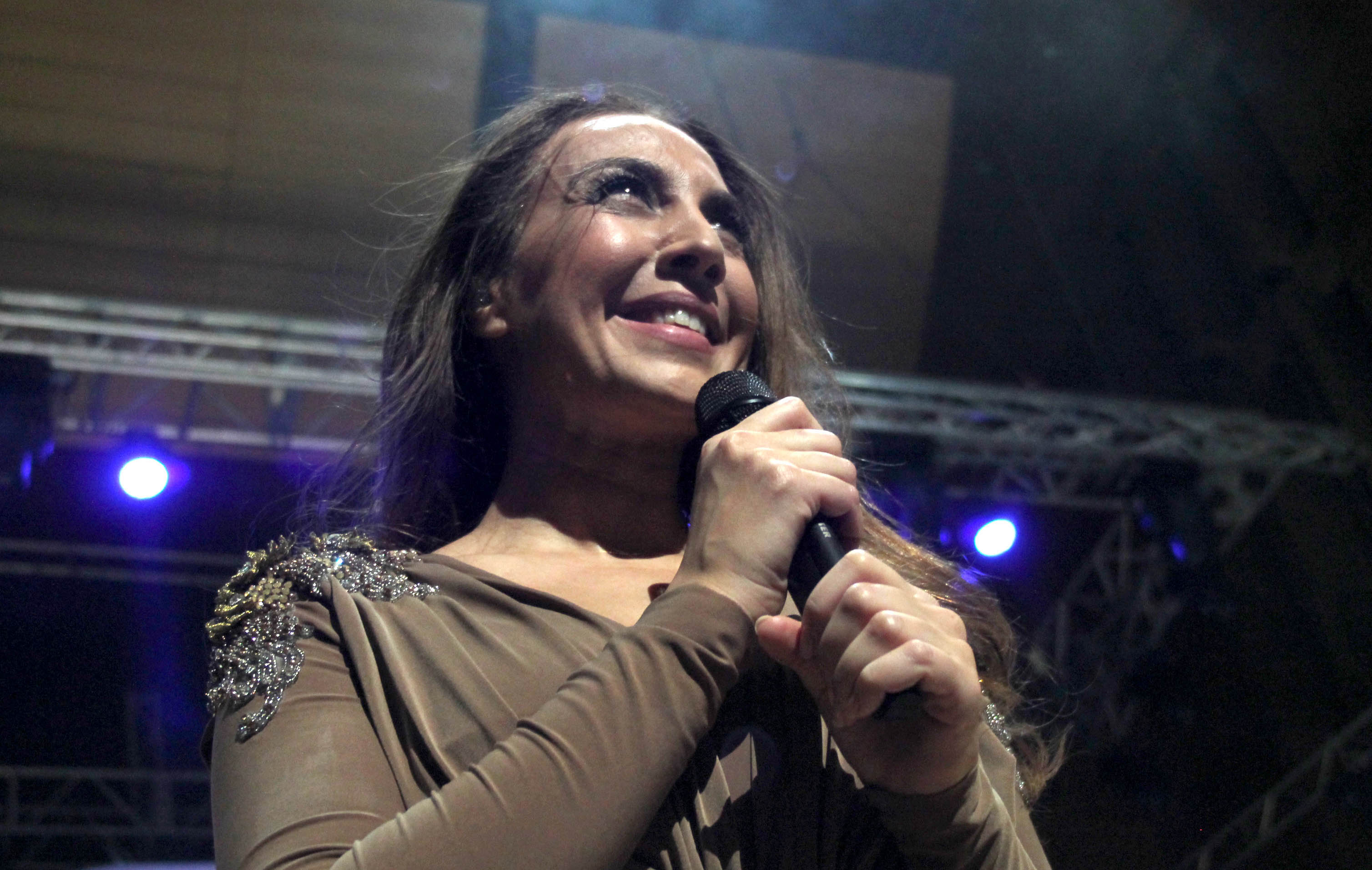
Naranjo en Adagio Tour.

Aquest any també va participar en la pel·lícula Marujas asesinas.
Per tal d'explotar el disc Chicas Malas en el mercat anglosaxó, el va publicar cantat en anglès amb el títol Bad Girls; va sortir a la venda el 2003, amb l'únic single "I Ain't Gonna Cry". També el 2002, va ser triada per gravar la cançó per a la Copa Mundial de Futbol de 2002 de Corea i el Japó; "Santa Señal", i en anglès, "Shake The House".
Després de Bad Girls, va decidir fer una aturada en la seva carrera.
El 2005, va gravar un àlbum recopilatori anomenat Colección privada, en el qual s'incloïen cançons de tota la seva carrera, al costat d'una nova: "Enamorada de ti". A finals d'aquell any va participar en el concert homenatge a Rocío Jurado, "Rocío ... siempre", en el qual van cantar plegades la cançó "Punto de partida".
El 2008, després d'una aturada de diversos anys, va decidir gravar el sisè àlbum d'estudi, Tarántula. Els singles van ser "Europa" i "Amor y lujo". La gira d'aquest disc es va dir Taràntula Tour i es va gravar no només en CD, sinó també en DVD, que el 2009 va sortir a la venda amb el nom Stage. L'àlbum va aconseguir situar-se al capdamunt de les llistes de vendes durant més de nou setmanes consecutives i va acabar aconseguint un disc de platí.
El 2009, va fer una gira, Adagio Tour, en la qual anava acompanyada d'una orquestra simfònica i feia un recopilatori de les seves millors cançons.
El 2011, va ser la veu de la introducció de la telenovel·la mexicana Emperatriz amb la cançó "Emperatriz de mis sueños". A més a més, va fer la gira Madame Noir, obra musical basada en el backstage dels anys 40 i 50 del cinema negre. També va gravar amb Brian Cross dues cançons: "Dream Alive" i "Crying for heaven". Al setembre d'aquest any va començar a treballar com a jurat al programa Tu cara me suena. I a finals de 2011, a Mèxic va llançar l'àlbum recopilatori La más perfecta, col·lecció amb els seus millors èxits.
El 2012 va participar com a jurat estel·lar al programa El número uno; va treure el single "Make You Rock", amb el qual va estar bastant temps en la primera posició de vendes; va participar com a jurat en la segona edició de Tu cara me suena; va rebre també el Premi Maguey a la diversitat sexual que s'atorgava per primera vegada al marc del Festival Internacional de Cinema de Guadalajara México. Aquesta elecció va rebre força crítiques a causa de la seva escassa carrera cinematogràfica.
Al maig de 2013, Sony Music va llançar l'àlbum recopilatori Essencial Mónica Naranjo, en què s'ofereixen grans èxits de la cantant, i també va participar com a jurat del programa El número uno d'Antena 3.
El juny de 2013 es va embarcar en una nova gira anomenada Ídolos en concierto, produïda per Hugo Mejuto. Va compartir l'escenari amb Marta Sánchez i María José. Juntes cantaren un nou tema titulat "Hasta el fin" per promocionar la gira. Més endavant, el 29 d'octubre va presentar el seu primer llibre titulat Come y calla, el qual va tenir una gran acollida, segons declaracions de l'artista.
Des de març de 2014, s'estrena com a presentadora de televisió, en el talent show musical d'Antena 3 ¡A bailar!. A més, aquest any llança un nou recopilatori versionant els seus temes més emblemàtics en clau electro-rock anomenat 4.0, amb motiu del seu 40 aniversari i els seus 20 anys de carrera artística, amb el qual fa la gira amb tints circenses i teatrals "Mónica Naranjo: 4.0 Tour".
L'octubre del 2016 va gravar el seu primer tema en català, “Avui vull agrair”, versió de la famosa “Amazing Grace”, per al disc de La Marató de TV3. Ho va fer a la Sagrada Familia, amb la Polifònica de Puig-reig, la Jove Orquestra Simfònica de Barcelona i la Banda de Gaitas Xuntanza de Catalunya.
El 2023 va actuar al Benidorm Fest com a artista convidada.

## Discografia

### Mónica Naranjo (1994)
El 1994 va gravar el primer disc, "Mónica Naranjo", amb una imatge rebel. Com que a Espanya no va aconseguir gaire èxit, se'n va anar a Mèxic: des d'allà va vendre més d'un milió de còpies per a tot Llatinoamèrica.

### Palabra de Mujer (1997)
El 1997 va tornar de Mèxic per triomfar al mercat espanyol amb el segon àlbum, "Palabra de mujer", del qual destaquen els temes "Desátame" o "Pantera en Libertad". És el disc de la seva consagració, del qual va vendre un milió cinc-centes mil còpies a tot el món. Va fer famosa la seva imatge de cabell bicolor, lluït durant 7 anys.

### Minage (2000)
L'any 2000 va publicar el tercer àlbum, de manera que consolidà la seva posició a l'escena musical espanyola. El disc, titulat "Minage" en honor de la seva cantant preferida (la cantant italiana Mina, amb la qual interpreta una cançó al disc), va triomfar de nou i li va permetre de col·laborar amb cantants com Luciano Pavarotti, la mateixa Mina o Ricardo Cocciante, entre d'altres.

### Chicas Malas (2001)
El 2001 és l'any de publicació del quart disc, "Chicas Malas", que va comptar amb la participació de grans productors europeus i americans. Gravat a Barcelona, Madrid, Londres, Roma, Milà, Los Angeles, Nashville i San Francisco, recorda a Mae West amb la seva frase: "Las chicas buenas van al cielo, pero las malas van a todas partes".

### Bad Girls (2002)
El 2002 va publicar un disc de Grans èxits a Llatinoamèrica, i va ser escollida per cantar "Shake the house", cançó que va representar Espanya al mundial de Corea-Japó.
A principis de 2003, es va proposar internacionalitzar-se i va publicar "Bad girls", una versió en anglès del seu quart àlbum, del qual el seu primer senzill, "I aint gonna cry", va tenir un cert èxit a Europa.

### Colección Privada (2005)
Després de tres anys de problemes amb la seva discogràfica (Sony Music) el 2005 va publicar, "Colección privada", un doble CD amb els seus millors èxits i els seus millors remixes, i un DVD amb un concert del Tour Minage i videoclips.
També ha compost per a altres artistes com Ricky Martin i el grup Magneto. Ha participat en dues pel·lícules, "Marujas Asesinas" i "Yo Puta", en les quals hi fa una petita aparició. Ha participat en el disc homenatge als cantants brasilers titulat "Samba pa ti", cantant la cançó "Insensatez". Val a dir també que el seu tema "Empiezo a Recordarte" ha estat inclòs al disc homenatge a les víctimes de l'atemptat de l'11-M de Madrid.

### Tarántula(2008)
A principis de 2008 Mónica Naranjo va signar un nou contracte amb SonyBMG, la discogràfica per al seu nou disc Tarántula, posat a la venda el 22 d'abril de 2008 que va suposar el reton de Mónica Naranjo, després de 7 anys des de la publicació del seu últim àlbum d'estudi.

### Stage (2009)
El 24 de març de 2009 es va publicar Stage, gravació del concert del 19 de setembre de 2008 a Madrid, en tres formats.
El primer format va ser una edició especial limitada en format llibre, i que contenia CD + DVD amb el concert, més un documental sobre les seves interioritats titulat Stage Backstage (assajos, proves, muntatge, preparatius, camerinos, etc.,
Rodat a Madrid, Barcelona, València i Campello), una portada amb holograma.
El segon format es va editar només amb CD + DVD en una caixa especial amb l'holograma similar al de l'edició especial. El tercer format es va llançar en CD + DVD. El concert ofereix performance, aspectes teatrals, ballet i apunts circenses. Les cançons arriben tons d'estil metall i gòtic. Un complet repàs al seu últim àlbum, Tarántula, que va ser número 1 en llistes i disc de platí.
El 29 de setembre va sortir a la venda el disc a Mèxic.

### Adagio (2009)

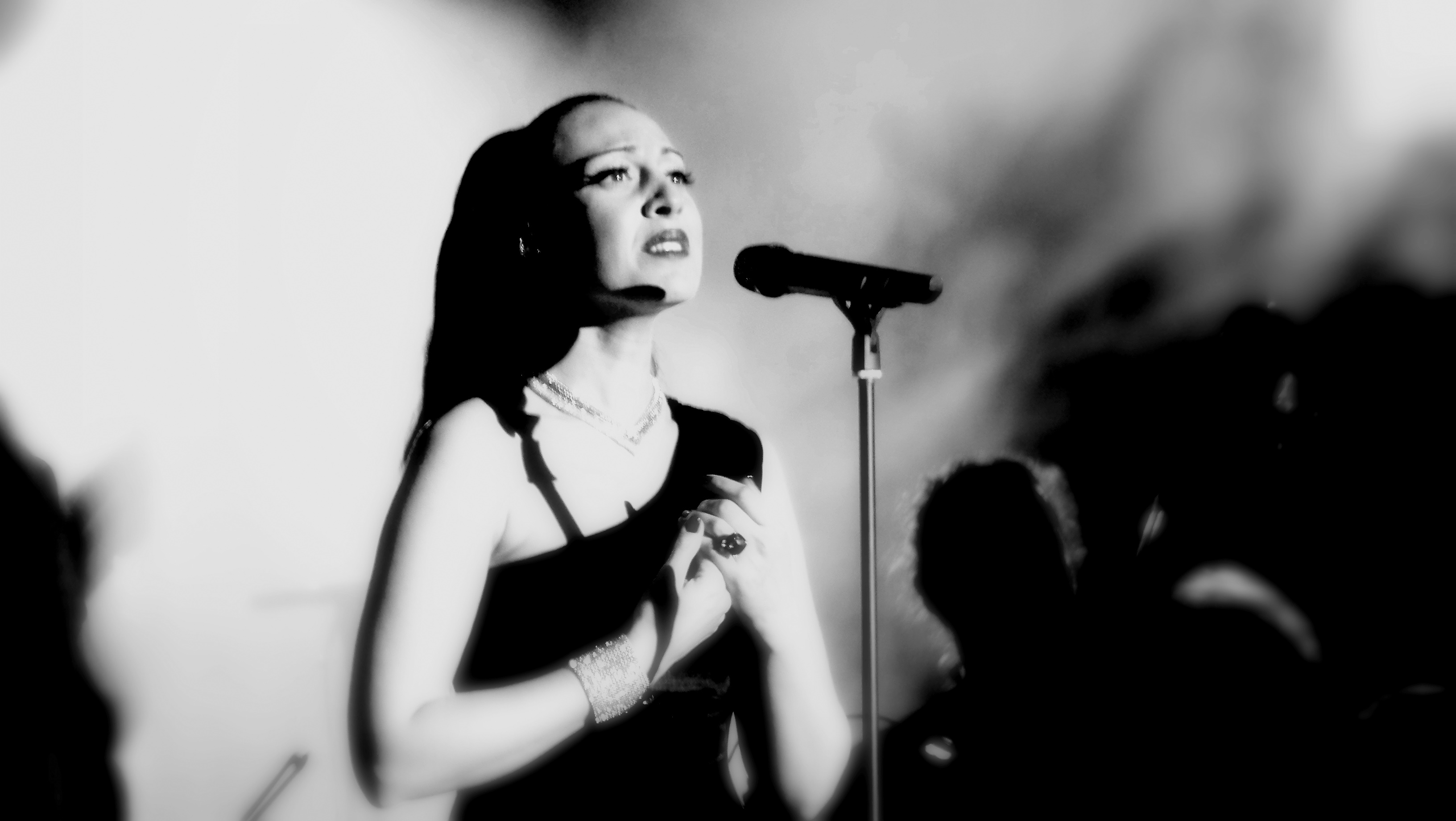
Mónica a Adagio Tour

L'1 de desembre de 2009 es va publicar Adagio, un repàs pels seus 15 anys de carrera, amb tots els seus èxits i acompanyada per l'Orquestra Filharmònica de la Ciutat de Mèxic.
Després de l'èxit del seu últim àlbum Tarántula, Mónica Naranjo es va embarcar en la gira Adagio Tour a la que oferia una nova visió simfònica de les seves cançons i el CD + DVD és un reflex d'aquest periple.
El concert que es recull en aquest àlbum que va ser gravat el 16 d'octubre de 2009 al Teatre de la Ciutat de Mèxic, Sr F., amb l'Orquestra Filharmònica de la Ciutat de Mèxic, una de les més prestigioses d'Amèrica, dirigida per Pepe Herrero, que també firma els nous arranjaments orquestrals.
El CD conté 16 cançons: El despertar, Europa, Inmensidad, Desátame, Qué imposible, Usted, Empiezo a recordarte, Sobreviviré, Óyeme, Todo mentira, La soledad, Siempre fuiste mío, Kambalaya, Ámame o déjame, Amor y lujo y El reencuentro. L'àudio ha estat mesclat i masteritzat per Juan M. Vinader.
El DVD realitzat i dirigit per José Luis Noguera, sota la producció executiva i artística d'Óscar Tarruella afegeix a aquestes 16 cançons dos temes més, el tall "La Innocència" i "Discurs de Mónica" i diversos extres: Adagio entre caixes, Quadern de bitàcola i Neix Ànima. El 10 de desembre va sortir a la venda el disc a Mèxic i el 19 de gener als Estats Units.

### Lubna, el mar esconde un secreto (2014)
Lubna, el mar esconde secreto (Lubna que significa "Pura com la Llet"), és el nou treball de Mónica Naranjo, que es troba finalitzan el procés de gravació i es preveu s'editi a l'octubre de 2015. Segons ha informat l'artista via Twitter: "Es tractarà d'un disc d'estil Òpera-Rock Literari, en aquesta ocasió l'àudio sonoritzarà un llibre en el qual cada capítol es correspondrà amb un dels 17 temes. El millor d'aquest format és que es va a vendre tot junt".
Per aquest nou projecte, la cantant va col·laborar novament amb Pepe Herrero, dirigint i gravant al costat de l'Orquestra Simfònica d'Elx (OSCE) i els cors per part de l'Orfeó de Veus Crevillentinas, la qual es va gravar durant la setmana del 9 al 13 de gener de 2012, al Gran Teatre d'Elx.
La promoció d'aquest treball es realitzarà a través de Facebook i Twitter, l'artista va afegir: "L'òpera rock sortirà a la venda a través de les xarxes socials. Crec que és el futur per a tots els artistes, no haver de dependre de tercers per poder editar el que un vol".

## Gires
- 1995/1996 - Mónica Naranjo Tour (América)
- 1998 - Tour Palabra de mujer (España/América)
- 2000 - Tour Minage (España)
- 2008 - Tarántula Tour (España)
- 2009/2010 - Adagio Tour (España/América)
- 2011/2012 - Madame Noir (España/América)
- 2013 - Ídolos en Concierto amb Marta Sánchez i María José (América)
- 2014 - Mónica Naranjo: 4.0 Tour (España)

## Veu
Mónica Naranjo és reconeguda, entre altres coses, per la seva prodigiosa veu, posseeix una de les veus més poderoses de la música popular a nivell mundial. Aquesta es caracteritza per una grandíssima potència, per un timbre ple, dramàtic i ressonador, i per un insòlit registre vocal que arriba a la majoria de casos en veu completa (veu de pit) i les notes més agudes en veu mixta (pit-cap) aconseguint les notes més altes que es poden aconseguir en aquests registres, no en va se l'ha anomenada la cantant dels aguts impossibles. La seva tessitura va des d'una contralt dramàtica fins a la soprano lírica spinto.

## Televisió
La seva presència a televisió ha estat principalment relacionada amb el paper de jurat i presentadora de concursos musicals.
- 1996 Sorpresa ¡Sorpresa! (Sorpresa)
- 2001 Marujas asesinas (Actriu)
- 2011-2014 Tu cara me suena (Jurat)
- 2012-2013 El número uno (Jurat)
- 2014 Mira quién va a Eurovisión (Jurat)
- 2014 ¡A bailar! (Presentadora)[10]
- 2014- Tu cara me suena mini (Jurat)
- 2015: Pequeños gigantes - (Jurat) - Telecinco
- 2016: El show portátil de Mónica Naranjo - (Presentadora) - Mediaset - (Programa pilot)
- 2017: Tu cara no me suena todavía - (Jurat) - Antena 3
- 2017: Operación Triunfo - (Jurat) - La 1

## Vida personal
El 1998 es va casar per primer cop amb el seu representant, Cristóbal Sánsano, de qui després de 4 anys de matrimoni es va divorciar. Posteriorment va conèixer l'Óscar Tarruella, ex mosso d'esquadra, que es va convertir en el seu segon marit. L'Óscar va aportar a la parella un fill d'una relació anterior, Aitor, a qui Mónica va adoptar com si fos seu.